# Autonome Hochschule Ostbelgien
Die Autonome Hochschule Ostbelgien (AHS) mit Sitz in Eupen ist die einzige Hochschule in der Deutschsprachigen Gemeinschaft Belgiens. Sie wurde am 1. Juli 2005 unter dem Namen Autonome Hochschule in der Deutschsprachigen Gemeinschaft aus drei bis dahin bestehenden Hochschulen neu gegründet. Die Namensänderung in Autonome Hochschule Ostbelgien fand am 1. Februar 2020 statt. Die AHS liegt in der Trägerschaft eines Verwaltungsrates und bietet in drei Fachbereichen die Bachelor-Studiengänge Krankenpflege, Lehramt Primarschule, Lehramt Kindergarten, Buchhaltung und Public and Business Administration an. Neben der Erstausbildung organisiert die Hochschule Zusatzausbildungen und Weiterbildungen für Lehrpersonen und Pflegekräfte. Die externe Evaluation der Grund- und Sekundarschulen in der Deutschsprachigen Gemeinschaft und das Institut für Demokratiepädagogik sind an der AHS angesiedelt.

## Erstausbildung
Die AHS bietet auf Hochschulebene vier Studiengänge in drei Fachbereichen an:
- Fachbereich Bildungswissenschaften:
  - Bachelorstudiengang Lehramt Kindergarten
  - Bachelorstudiengang Lehramt Primarschule
- Fachbereich Gesundheits- und Krankenpflegewissenschaften
  - Bachelorstudiengang Krankenpflege
  - Brevet Gesundheits- und Krankenpflege (Ergänzender Berufsbildender Sekundarunterricht)
  - Vorbereitungsjahr zum Erhalt des berufsbildenden Abiturs als Kinderanimator
- Fachbereich Finanz- und Verwaltungswissenschaften
  - Dualer Bachelor Buchhaltung (in Kooperation mit dem Zentrum für Aus- und Weiterbildung des Mittelstandes)
  - Dualer Bachelor Public and Business Administration (in Kooperation mit dem Zentrum für Aus- und Weiterbildung des Mittelstandes)

## Zusatz- und Weiterbildung
Die Autonome Hochschule Ostbelgien bietet Weiterbildungen für Lehrpersonen der Kindergarten-, Primar-, Sekundar- und Hochschulstufe an. Zudem existieren für die Unterrichtsfächer Deutsch, Mathematik, Französisch, Geschichte, Geographie, Musik, Kunst und Medien sowie für den Kindergartenbereich Fachberatungsgruppen. Die Arbeit dieser Gruppen ist als Unterstützung für die Lehrer und Kindergärtner gedacht und soll langfristig zur Verbesserung der Schul- und Unterrichtsqualität beitragen. Neben den Dozenten der AHS besteht jede Gruppe aus einem Vertreter des Fachbereichs Pädagogik des Ministeriums der Deutschsprachigen Gemeinschaft sowie einer Lehrperson der Primar- oder Sekundarschule.
Im Rahmen der Weiterbildung bietet die AHS umfangreichere Zusatzausbildungen in folgenden Bereichen an:
- Förderpädagogik
- Französisch Fremdsprachendidaktik
- Philosophische Fächer – Ethik / Katholische Religion
- Pädagogischer Befähigungsnachweis
- Lehrbefähigung Pädagogik
- Zusatzausbildung für Pflegehelfer im Rahmen zusätzlicher Pflegetätigkeiten

## Forschung und Entwicklung
Die Autonome Hochschule Ostbelgien führt neben eigenen Projekten internationale Vergleichsstudien durch, u. a. die PISA- und die VERA-Studie. Am Institut für Demokratiepädagogik, welches 2019 aus der Abteilung GrenzGeschichte DG entstand, werden Fragen der allgemeinen politischen Bildung und der Entwicklung von demokratischer Kultur an den Schulen, in der Erwachsenenbildung und in der Jugendarbeit bearbeitet. Die externe Evaluation der Schulen wird ebenfalls von der Autonomen Hochschule organisiert.

## Kooperationen und Mobilität
Die Autonome Hochschule ist Partnerschule des Pôle académique Liège-Luxembourg. Kooperationen im Bereich der Primarschulpädagogik gibt es mit der Pädagogischen Hochschule Schaffhausen und in der Heilpädagogik mit der Interkantonalen Hochschule für Heilpädagogik in Zürich. Im Bereich der Lehrerweiterbildung gibt es ein Kooperationsabkommen mit dem SCRIPT aus dem Großherzogtum Luxemburg. Im Bereich Gesundheits- und Krankenpflegewissenschaften besteht eine enge Kooperation zwischen den Hochschulen und anderen Bildungseinrichtungen in Belgien und in den verschiedenen Regionen der Euregio Maas-Rhein. Aber auch mit Krankenhäusern in Wien, Hamburg, Stuttgart, Berlin, Bern, Madrid und Marseille bestehen sporadische Zusammenarbeiten und Kooperationen auf Ebene der Studentenaustausche.
Hochschulstudenten aus Belgien und aus dem Ausland, die ein Studium mit Bezug zur allgemeinen Pädagogik, zur Primarschullehrer-, Kindergärtner- oder Krankenpflegerausbildung machen, haben die Möglichkeit, einen Teil ihres Studiums an der AHS in Eupen zu absolvieren. Auch die Studierenden der AHS können ihr Studium durch einen Aufenthalt in Belgien oder im Ausland ergänzen. Die AHS nimmt teil an den Projekten Erasmus+ und Erasmus Belgica.

## Infrastruktur
Zur Infrastruktur der AHS gehören Unterrichts- und Vorlesungsräume mit moderner Ausstattung, eine Sporthalle, Arbeitsräume für Dozenten, eine Mediothek sowie einer Cafeteria und Mensa.
Die Mediothek ist für alle Studenten der Hochschule sowie die Lehrer und Kindergärtner der Deutschsprachigen Gemeinschaft zugänglich. Sie umfasst momentan 32.000 Medien und verfügt über Material zu den Fachbereichen Bildungswissenschaft und Gesundheits- und Krankenpflegewissenschaft. Alle Lehrer haben per Mediotheksausweis Zugriff auf den Mediendienst „EDMOND“ der Landesmedienzentren Rheinland, der audiovisuelle Medien in digitaler Form anbietet.